# 克萊本縣 (密西西比州)
克萊本縣（英語：Claiborne County）是美國密西西比州西南部的一個縣，西隔密西西比河與路易斯安那州相望。面積1,299平方公里。根據美國2000年人口普查，共有人口11,831人。縣治吉普森港 (Port Gibson)。
成立於1802年1月27日。縣名紀念第二任密西西比準州州長威廉·C·C·克萊本 (William Charles Cole Claiborne)。